# Komsomolsk na Amuru
Komsomolsk na Amuru (rusky Комсомо́льск-на-Аму́ре) je město nacházející se na levém břehu řeky Amur, v Chabarovském kraji Ruské federace. Město leží na Bajkalsko amurské magistrále, 356 km severovýchodně od města Chabarovsk. V lednu 2008 žilo v Komsomolsku na Amuru přibližně 270 900 obyvatel, počet obyvatel klesá.

## Historie

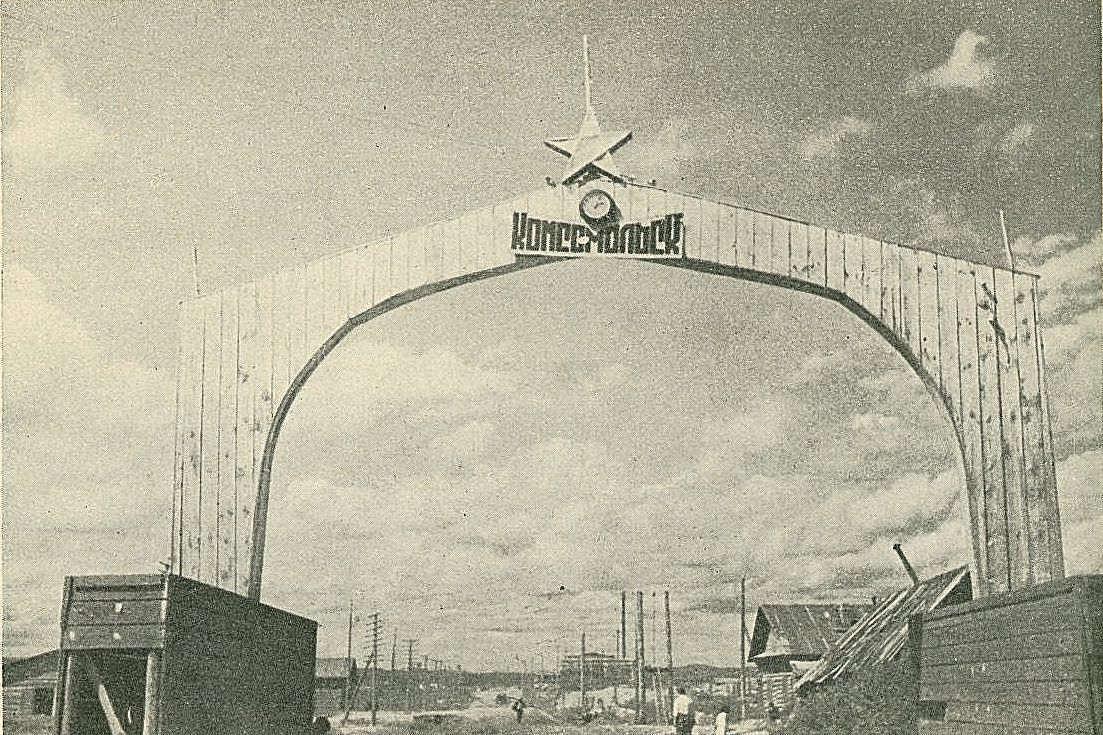
Výstavba Komsomolsku na Amuru na počátku 30. let 20. století

Město bylo postaveno na počátku 30. let 20. století na místě bývalé vesnice Permskoje (Пермское) v rámci industrializace ruského Dálného východu. V dnešní době jsou ve městě významné závody ruského výrobce vojenských letadel Suchoj. Nachází se zde též stanice ruského globálního družicového systému GLONASS.

## Významní rodáci
- Daniil Alexandrovič Cyplakov (* 1992), ruský atlet, výškař
- Julija Anatoljevna Čepalovová (* 1976), ruská běžkyně na lyžích
- Jurij Alexandrovič Gazinskij (* 1989), ruský fotbalista
- Valerij Viktorovič Rjumin (1939–2022), sovětsko-ruský kosmonaut

## Partnerská města
- Ťia-mu-s’, Čína
- Kamo, Japonsko